# Isenburg-Birstein
Isenburg-Birstein è il nome di due stati storici della Germania attorno a Birstein, nel Sud-Ovest dell'Assia. Il primo "Isenburg-Birstein" era una contea originatasi dalla spartizione del Isenburg-Büdingen-Birstein nel 1628. Venne compresa nell'Isenburg-Offenbach nel 1664. 
Il secondo "Isenburg-Birstein" fu un principato, creato dalla divisione dell'Isenburg-Offenbach nel 1711. Ai conti Johann Philipp (1685-1718) e Wilhelm Moritz in Birstein (-1711) del ramo cadetto, succedette Wolfgang Ernst I (1711-54) che costituì la nuova linea di Birstein (1711-1806); nel 1744 è fatto principe dell'impero (Fuerst von und zu Isenburg in Birstein), e dopo aver assorbito la linea anziana di Offenbach (estintasi nel 1758) vi trasferì la capitale ed acquistòil voto nel banco dei Principi laici dell'Alto Reno, mentre il ramo comitale cadetto, generato nel 1685, regnò su Eisenberg e Langenselbold con il conte Christian Heinrich (1685-58).
A Wolfgang Ernst II (1754-03) succedette Karl Friedrich (1803-13-15) che fu spodestato il 3.02.1803, ma venne reintegrato nel principato nel 1806, assorbendo tutti i possessi degli altri rami comitali sovrani della famiglia (Büdingen, Meerholz, Philippseich e Wächtersbach). 
Divenuto principe membro della Confederazione del Reno (1806) come "Principato di Isenburg", Karl continuò a regnare fino alla mediatizzazione del Congresso di Vienna (1815), quando venne spodestato per accuse di tradimento e di partigiano napoleonico.
Nel 1809 Karl fondò l'ordine cavalleresco della Casa di Isenburg.

## Conti di Isenburg-Birstein (1628 - 1664)
- Guglielmo Ottone (1628 - 1635)
- Cristiano Maurizio(1635 - 1664) con...
- Wolfgang Ernesto II (1635 - 1641) con...
- Giovanni Luigi (Conte di Isenburg-Offenbach) (1641 - 1664)

agli Isenburg-Offenbach.

## Conti di Isenburg-Birstein (1711 - 1744)
- Wolfgang Ernesto I (1711 - 1754)

## Principi di Isenburg-Birstein (1744 - 1806)
- Wolfgang Ernesto I (1711 - 1754)
- Wolfgang Ernesto II (1754 - 1803)
- Carlo (Principe di Isenburg) (1803 - 1806)

Nome cambiato in Isenburg